# Perla Liberatori
Perla Liberatori (Roma, 10 novembre 1981) è una doppiatrice e direttrice del doppiaggio italiana.

## Biografia
Nipote dei doppiatori Francesca e Marco Guadagno, debutta come doppiatrice all'età di cinque anni e ancora bambina, nel 1991, come attrice radiofonica; nello stesso anno doppia Christina Ricci nel ruolo di Mercoledì nell'adattamento cinematografico de La famiglia Addams e due anni dopo Anna Paquin in Lezioni di piano. Nel 1995 recita nel film per la televisione Una bambina di troppo di Damiano Damiani, girato a Parigi, mentre nel 1998 presta la voce a Lindsay Lohan nella pellicola Genitori in trappola ed è protagonista dello sceneggiato radiofonico Domino. Ha doppiato anche Hilary Duff in diversi ruoli a partire da Lizzie McGuire, Melissa Joan Hart in Sabrina, vita da strega e Sophia Bush nella parte di Brooke Davis in One Tree Hill; dà inoltre la voce a vari personaggi dell'animazione, fra cui Stella delle Winx e Dolly de Le Superchicche.
Nel 2006 è stata vincitrice del premio "Miglior voce di un cartone animato" attribuito dal pubblico al Gran Galà del Doppiaggio a Romics. Nel 2008, alla medesima manifestazione, ha ricevuto il premio come "Voce femminile di un cartone animato" per la serie animata: Black Lagoon e nel 2011 il Leggio d'oro come "Miglior interpretazione femminile".
Nella primavera del 2010 si è sposata con il collega doppiatore Gianluca Crisafi, anche autore di alcuni spettacoli da lei interpretati, con il quale ha avuto un figlio, Valerio, anche lui agli inizi nel settore.
Dal 2015 è narratrice della serie televisiva Alta infedeltà, trasmessa su Real Time e NOVE.

## Doppiaggio

### Cinema
- Hilary Duff in Lizzie McGuire - Da liceale a popstar, A Cinderella Story, Un principe in giacca e cravatta, The Perfect Man, Material Girls, War, Inc., Sharon Tate - Tra incubo e realtà
- Christina Ricci in La famiglia Addams, La famiglia Addams 2, Un'amicizia pericolosa, Operazione gatto, After.Life, 10 cose da fare prima di lasciarsi, Matrix Resurrections
- Scarlett Johansson in Mamma, ho preso il morbillo, Lost in Translation - L'amore tradotto, La ragazza con l'orecchino di perla, Una canzone per Bobby Long, In Good Company, Le seduttrici, Il diario di una tata, L'altra donna del re, La mia vita è uno zoo
- Lindsay Lohan in Genitori in trappola, Radio America, Incinta o... quasi, Donne, regole... e tanti guai!
- Thora Birch in La strada per il paradiso, Hocus Pocus, Giochi di potere, Amiche per sempre, La competizione, Affairs of State - Intrighi di stato
- Sara Paxton in Aquamarine, Superhero - Il più dotato fra i supereroi, The Innkeepers
- Michelle Rodriguez in The Breed - La razza del male, Machete, Machete Kills
- Michelle Trachtenberg in Harriet, la spia, Inspector Gadget
- Amber Tamblyn in The Grudge 2, 4 amiche e un paio di jeans
- Ophelia Lovibond in Oliver Twist, I pinguini di Mr. Popper
- Krysten Ritter in 27 volte in bianco, El Camino - Il film di Breaking Bad
- Anna Paquin in Lezioni di piano, Jane Eyre
- Rani Mukherjee in Non dire mai addio, Un pizzico d'amore e di magia
- Lizzy Caplan in La ragazza del mio migliore amico, The Wedding Party
- Jodie Turner-Smith in Senza rimorso, The Independent - Complotto per la Casa Bianca
- Sekwan Auger in Vento di passioni
- Anne Hathaway in Ella Enchanted - Il magico mondo di Ella
- Raven-Symoné in Il dottor Dolittle
- Rose Byrne in Two Hands
- Nina Dobrev in L'ora del licantropo
- Kirsten Dunst in Jumanji
- Kallie Flynn Childress in Sleepover
- Zooey Deschanel in Un ponte per Terabithia
- Sharni Vinson in Step Up 3D
- Rose Ashton in Feed
- Mena Suvari in American School
- Kiami Davael in Matilda 6 mitica
- Crista Flanagan in Disaster Movie
- Mary-Kate Olsen in Due gemelle a Roma
- Jessica Szohr in Piranha 3D
- Marley Shelton in Scream 4
- Alison Lohman in Flicka - Uno spirito libero
- Christopher Castile in Beethoven 2
- Penélope Cruz in Gioco di donna
- Laura Esquivel in Natale in Sudafrica
- Bryce Dallas Howard in Hereafter
- Kate Maberly in Il giardino segreto
- Priyanka Chopra in Love Story 2050
- Rachel Blanchard in False verità
- Ivyann Schwan in Piccola peste torna a far danni ed Un alveare d'avventure per l'ape Magà
- Alisan Porter in La tenera canaglia
- Danielle Polanco in Step Up 2 - La strada per il successo
- Romola Garai in L'ombra del sospetto
- Zoe Kazan in Il caso Thomas Crawford
- Lauren Mikkor in Le verità negate
- Liraz Charhi in Fair Game - Caccia alla spia
- Anna Mucha in Schindler's List - La lista di Schindler
- Rachel Hurd-Wood in Dorian Gray
- Marlene Katz in Aracnofobia
- Zack O'Malley Greenburg in L'olio di Lorenzo
- Julia Weldon in Prima e dopo
- Mamie Gummer in Dove eravamo rimasti
- Stephi Lineburg in Richie Rich - Il più ricco del mondo
- Cheryl Lynn Bowers in Un amore senza tempo
- Marie Petiot in Beautiful Minds
- Joanna Vanderham in Eddie & Sunny
- Trishalee Hardy in Un fantasma per amico
- Pilar Castro in Il futuro in un bacio
- Emma Bell in Final Destination 5
- Shirine Boutella in Non conosci Papicha
- Tory Mussett in Boogeyman - L'uomo nero
- Luisa D'Oliveira in The Painter
- Leah Gibson in Mercy
- Mercedes Varnado in The Collective
- Agnieszka Wiedlocha in Uccidimi, tesoro!
- Dindi Jane in Sayen - La cacciatrice
- Ogy Durham in The Image of You
- Judith Chemla in Ritrovarsi a Tokyo
- Ilfenesh Hadera in Werevolves
- Mickey Sumner in A Mistake
- Keja Klaasje Kwestro in IHostage
- Julieta Díaz in Il cuore lo sa

### Film d'animazione
- Rosetta in Trilli, Trilli e il tesoro perduto, Trilli e il grande salvataggio, Trilli e il segreto delle ali, Trilli e la nave pirata, Trilli e la creatura leggendaria
- Stella in Winx Club - Il segreto del regno perduto, Winx Club 3D - Magica avventura, Winx Club - Il mistero degli abissi
- Lluvia Loxar in Fairy Tail The Movie: Phoenix Priestess, Fairy Tail The Movie: Dragon Cry
- Eliza Thornberry in La famiglia della giungla, I Rugrats nella giungla
- Chatta e Zing in Winx Club - Il segreto del regno perduto[5]
- Nagisa Misumi/Cure Black in Pretty Cure Max Heart 2 - Amici per sempre
- Eddy in Eddy e la banda del sole luminoso
- Baby Bug in Thumbelina (Pollicina)
- Nala da cucciola ne Il re leone
- Setsuko in Una tomba per le lucciole
- Formica in Cipollino
- Arale Norimaki nei film di Dr. Slump
- Melody in La sirenetta II - Ritorno agli abissi
- Karai in TMNT
- Rossa in Cappuccetto Rosso e gli insoliti sospetti
- Andrina in La sirenetta - Quando tutto ebbe inizio
- Annette in Lilli e il vagabondo II - Il cucciolo ribelle
- Cindy Vortex in Jimmy Neutron - Ragazzo prodigio
- Dolly ne Le Superchicche - Il film
- Carlita in Barbie - Lago dei cigni
- Sunburst in Barbie Fairytopia - La magia dell'arcobaleno
- Sabrina in Sabrina - Amiche per sempre
- Cicà ne I Roteò e la magia dello specchio
- Ziba ne I Lampaclima e l'isola misteriosa
- Idri ne Gli Skatenini e le dune dorate
- Sciangri ne Gli Smile and Go e il braciere bifuoco
- Jungle Jesi ne Gli Straspeed a Crazy World
- Zee in Monster House
- Atsuko Chiba in Paprika - Sognando un sogno
- Edith in L'arca di Noè
- Sarah in Ed, Edd & Eddy: Il grande film
- Ling Xiaoyu in Tekken: Blood Vengeance
- Maggie in Il castello magico
- Alice in Lupin III vs Detective Conan
- Yao Bikuni in Lupin III - Il sigillo di sangue, la sirena dell'eternità
- Lisa Argento in Lupin III - La pagina segreta di Marco Polo
- Carmilla in Lupin III - La principessa della brezza: La città nascosta nel cielo
- Paz in Turbo
- Ramsey ne Il viaggio di Arlo
- Elaris in Ratchet & Clank
- Maura in Deep - Un'avventura in fondo al mare
- GIR in Invader Zim e il Florpus
- Terry in Soul
- Louise Belcher in Bob's Burgers - Il film
- Mercy Graves in DC League of Super-Pets
- Op in Estinti... o quasi
- Principessa Mindy in SpongeBob - Il film
- Costanza in Hui Buh
- Mamma di Rion in Il castello invisibile
- Milly Thompson in Trigun: Badlands Rumble

### Serie televisive
- Danielle Panabaker in Grey's Anatomy, Empire Falls - Le cascate del cuore, La cucina del cuore, The Flash, Arrow, Legends of Tomorrow, Supergirl
- Hilary Duff in Lizzie McGuire, Due uomini e mezzo, Gossip Girl, Aiutami Hope!
- Jessica Szohr in A proposito di Brian, The Orville
- Billie Lourd in Scream Queens, American Horror Story
- Alba Flores in Vis a vis - Il prezzo del riscatto (1ª voce), La casa di carta
- Colby Minifie in The Boys, Gen V
- Nikki M. James in Scissione, Daredevil - Rinascita
- Saskia Burmeister e Danielle Horvat in Sea Patrol
- Rebecca Ryan in Shameless
- Audrey Esparza in Blindspot
- Sophia Bush in One Tree Hill
- Shannon Lucio in The O.C.
- Shyko Amos in Delitti in Paradiso
- Laura Vandervoort in Smallville
- Ashley Madekwe in Salem
- Agam Darshi in Sanctuary
- Cheryl Lynn Bowers in Buona fortuna Charlie
- Vivian Lamolli in K.C. Agente Segreto
- Liza Lapira in NCIS - Unità anticrimine
- Shalita Grant in NCIS: New Orleans
- Dolores Sarmiento in Le due facce dell'amore
- Odile Vuillemin in Profiling
- Hannah Wang in The Sleepover Club
- Melissa Joan Hart in Sabrina, vita da strega
- Makyla Smith in Queer as Folk
- Michelle Rodriguez in Lost
- Constance Zimmer in In Justice
- Lacey Chabert in Cinque in famiglia
- Joséphine Jobert in Summer Crush
- Emma Bell in The Walking Dead
- Raven-Symoné in Tutto in famiglia
- Alexa Vega in The Tomorrow People
- Cecilia Freire in Velvet
- Christina Ricci in Joey
- Olivia Molina in Il sospetto
- Iria Del Río in Le ragazze del centralino, Dieci Capodanni
- Nicole Fugere ne La nuova famiglia Addams
- Adrienne C. Moore in Orange Is the New Black
- Martina Gusmán in Para vestir santos - A proposito di single
- María del Cerro in Teen Angels
- Anna Enger Ritch in Chicago Med
- Rachel Bloom in Crazy Ex-Girlfriend
- Carey Mulligan in Doctor Who
- Raven-Symoné ne I Robinson (stagione 8)
- Lola Dewaere in Astrid e Raphaëlle, Mademoiselle Holmes
- Torri Webster in Life with Boys (2° doppiaggio)
- CC Castillo in Ozark
- Claudia Villafañe in Maradona: sogno benedetto
- Folake Olowofoyeku in Bob Hearts Abishola
- Daniella Pineda in Tales of the Walking Dead
- Maya Eshet in Fear the Walking Dead
- Vanessa Hudgens in Zack e Cody al Grand Hotel
- Lindsay Lohan in 2 Broke Girls
- Christina Ricci in The Lizzie Borden Chronicles
- Elena D'Ippolito in Fantaghirò 3
- Yuliya Abdel Fattakh in Hide and Seek[6]
- Casey Wilson in The Shrink Next Door
- Poppy Corby-Tuech in Il conte di Montecristo
- Seo Ji-hye in Dr. Brain
- Hazal Türesan in Il dottor Alì
- Jodie Turner-Smith in The Agency

### Soap opera e telenovelas
- Laura Esquivel in Il mondo di Patty e Love Divina
- Corinna A. Horn in La strada per la felicità
- Nilperi Şahinkaya in Cherry Season - La stagione del cuore
- Camila Bordonaba in Rebelde Way (3° e 4° doppiaggio)
- Sara Cobo in Niñas mal
- Linda Patino in Chica vampiro
- Florencia Otero in La maga
- Laura Minguell ne Il segreto
- Marta Hazas in Grand Hotel - Intrighi e passioni

### Serie animate
- Incantatrice in Ben 10, Ben 10 - Forza aliena, Ben 10: Ultimate Alien, Ben 10: Omniverse (1ª voce)
- Nagisa Misumi/Cure Black in Pretty Cure, Pretty Cure Max Heart
- Dolly ne Le Superchicche e The Powerpuff Girls
- Stella in Winx Club, World of Winx
- Chatta in Winx Club, PopPixie
- Kessy ne Il libro di Pooh, I miei amici Tigro e Pooh
- Heidi Montag (ep. 7.14), Penelope (ep.10.19) e Lacey Chabert (ep.17.7) ne I Griffin
- Bebe Stevens e ragazza bionda in South Park (primo doppiaggio)[7]
- Yura e Principessa Sara in Inuyasha
- Barriss Offee e regina Neeyuntnee in Star Wars: The Clone Wars
- Zing in Winx Club[8]
- Milly Thompson in Trigun
- Kai Green in Ben 10
- Judy Sheperd in Jumanji
- Bebe Stevens in South Park (doppiaggio SEFIT-CDC)
- Roxanne in House of Mouse - Il Topoclub
- Hyatt in Excel Saga
- Sarah in Ed, Edd & Eddy
- Rika Nonaka in Digimon Tamers
- Tomoko Nomura in Great Teacher Onizuka
- Zita Flores in Kim Possible
- Kaname Chidori in Full Metal Panic!
- Iella in Teen Titans (st. 1)
- Rie Petoriyacowa in Aika
- Misha in Transformers: Energon
- Lucy Selby ne Il postino Pat[9]
- Yai Ayano in MegaMan NT Warrior, MegaMan NT Warrior Axess
- Shulena in Farhat - Il principe del deserto
- Sayaka in Abenobashi - Il quartiere commerciale di magia
- Naru Narusegawa in Love Hina
- Yumi Yoshimura in Hi Hi Puffy AmiYumi
- Mai in Avatar - La leggenda di Aang
- Lil Sis in Miss Spider
- Stella in Il mondo di Todd
- Kaoru Kamiya in Kenshin il Vagabondo: Capitolo del tempo
- Lain Iwakura in Serial Experiments Lain
- Perfidius in Scuola di vampiri
- Revy in Black Lagoon
- Altea in Übel Blatt
- Baby Kitty in Baby Felix & friends[10]
- Chloe Stilton in Horseland
- Ruby Gloom in Ruby Gloom
- Alli in Un alveare d'avventure per l'ape Magà
- Nunzy ne I Saurini e i viaggi del meteorite nero
- Chaney in Z-Girls
- Sophie Casterwill in Huntik - Secrets & Seekers
- Marlene in I pinguini di Madagascar
- Sara in Teen Days
- Celia Hills in Inazuma Eleven
- Amu Hinamori in Shugo Chara - La magia del cuore
- Yuki Nagato ne La malinconia di Haruhi Suzumiya
- Jo in Spike Team
- Principessa Fiamma in Adventure Time
- Louise Belcher in Bob's Burgers
- Lisa in Floopaloo
- Violetta Di Nola/Varia in Mia and Me
- Monkevil in Rocket Monkeys (2ª voce)
- Jenny Pizza in Steven Universe
- Kay in Egyxos
- Teresa in Heidi (serie del 2015)
- Lluvia Loxar in Fairy Tail, Fairy Tail: 100 Years Quest
- Fliegel in Sofia la principessa
- Misaki Tokura in Cardfight!! Vanguard
- Aurelia in Bu-Bum! La strada verso casa[11]
- Petz in Pretty Guardian Sailor Moon Crystal
- Teresa in Pumpkin Reports - Squadra anti-alieni
- Fujiko Mine da bambina in Lupin the Third - La donna chiamata Fujiko Mine
- Rosalind in Lunga vita ai reali
- Maria Clement in Spriggan
- Jamie (5ª voce) e Yuki Yoshida in Lo straordinario mondo di Gumball
- G/Gwen in Kuu Kuu Harajuku
- Terano Totobami in Kakegurui
- Audrey Bourgeois in Miraculous - Le storie di Ladybug e Chat Noir
- Foolduke in Marco e Star contro le forze del male
- Estellar in We Bare Bears - Siamo solo orsi
- Jumpy in 44 gatti
- Amarello Berge in Battle Spirits - Sword Eyes
- Fedora in Star Key
- Alice Fefferman in Summer Camp Island - Il campeggio fantastico
- Kali King in Marblegen
- Sage la puzzola in Enchantimals: le storie di Enchantiland[12]
- Zampacorta in Lampadino e Caramella nel MagiRegno degli Zampa
- Jane in Dino Ranch
- Niizo in Star Wars: Visions
- Fata Turchina in Pinocchio and Friends
- Akiko Yokohama in Hit-Monkey
- Baronessa Von Bon Bon in La serie di Cuphead!
- Emma in A tutto reality - L'isola: Il ritorno
- Titti in Baby Looney Tunes (st.2)
- Shūko Komi in Komi Can't Communicate
- Eve Callusleader in My Unique Skill Makes Me OP Even at Level 1
- Yuriko in La vendetta di Masamune
- Envy Adams in Scott Pilgrim - La serie
- Laura e Han Semi in Solo Leveling
- Tiff Crust in Teenage Robot
- Jubilee in X-Men '97
- Kiff Chatterley in Kiff
- Spacca in Mini cuccioli e i DinoCuccioli
- Ahokal in Secret Level
- Nanami Tenchi in UFO Baby
- Verbina in Samurai Jack
- Eva in Alex Player

### Film TV
- Melissa Joan Hart in Sabrina - Vacanze romane (2° doppiaggio), Sabrina nell'isola delle sirene
- Kimberly Brown in Halloweentown - Streghe si nasce, Halloweentown High - Libri e magia
- Catherine Bell in Un'estate da ricordare
- AnnaLynne McCord in Accuse e bugie

### Videogiochi
- Nala da giovane ne Il Re Leone: La grande avventura di Simba[13]
- Sasha Ivanoff, Rin Rin e Jeannie Caxton in Anarchy Reigns[14]
- Bes Isis/Nancy Hartley e Joanne Koch in Cyberpunk 2077[15]
- Amie in Fortnite Battle Royale[16] (2017)
- Batgirl in Gotham Knights[17]
- Tagliagole (femmina) e Rakes in Diablo IV (2023)[18]

### Programmi televisivi
- Joanna Gaines in Casa su misura
- voce narrante in Razza Umana e Alta infedeltà

## Radio
- La domenica della meraviglie, di e con  Diego Cugia (varietà, Rai Radio 2, 1991)
- Domino in Domino, regia di Diego Cugia (sceneggiato, Rai Radio 2, 1998)

## Filmografia
- Una bambina di troppo, regia di Damiano Damiani – film TV (1995)

## Teatro
- Romeo e Giulietta paccavano eccome, testo e regia di Mimmo Strati - Teatro de' Servi di Roma (2007-2009)[19]
- Fai come se fossi a casa mia, commedia di Gianluca Crisafi e Davide Lepore, regia di Davide Lepore (2009)[20]
- Hai un minuto per me?, di Gianluca Crisafi, regia di Davide Lepore - Teatro de' Servi di Roma (2011)[21]

## Programmi televisivi
- Alta infedeltà (Nove, Real Time, 2015-2018; Discovery+, 2021) Narratrice
- Soliti ignoti (Rai 1, 2023) Ignoto numero 2 con il padre Pietro nei panni del parente misterioso

## Riconoscimenti
- Premio del pubblico come Miglior voce di un cartone animato al Gran galà del doppiaggio Romics DD 2006
- Miglior voce femminile di un cartone animato  al Gran galà del doppiaggio Romics DD 2006
- Leggio d'oro 2011 come interpretazione femminile
- Premio del pubblico La Musa d'Oro al Bologna Nerd Show 2024